# Rzymy-Las
Rzymy-Las – wieś w Polsce położona w województwie lubelskim, w powiecie łukowskim, w gminie Łuków.
Pod względem fizycznogeograficznym wieś leży na Równinie Łukowskiej, w dorzeczu Bystrzycy Północnej.
Do 11 października 1973 w gminie Ulan-Majorat.
W latach 1975–1998 miejscowość administracyjnie należała do województwa siedleckiego.
Wieś stanowi sołectwo w gminie Łuków. Według danych z 30 czerwca 2013 roku wieś liczyła 90 mieszkańców.
Wierni Kościoła rzymskokatolickiego należą do parafii Podwyższenia Krzyża Świętego w Łukowie.